# Estivel Moreira
Estivel Iván Moreira Benítez (Asunción, 16 de abril de 1999) es un futbolista paraguayo. Juega de centrocampista y su equipo actual es el Sportivo Ameliano de la Primera División de Paraguay.

## Trayectoria
Moreira comenzó su carrera en el Club General Díaz en 2018. En enero de 2021, Moreira fue cedido al Sportivo Luqueño.
En julio de 2022, luego de media temporada en el 12 de Octubre, Moreira fichó en el Guanacasteca de Costa Ríca.
Para la temporada 2023, el centrocampista firmó en el Club Guaraní de la Primera División de Paraguay.

## Estadísticas

### Clubes
Actualizado al último partido disputado el 27 de enero de 2023
| Club                      | Div.          | Temporada     | Liga  | Liga  | Copas nacionales | Copas nacionales | Copas internacionales | Copas internacionales | Total | Total |
| Club                      | Div.          | Temporada     | Part. | Goles | Part.            | Goles            | Part.                 | Goles                 | Part. | Goles |
| ------------------------- | ------------- | ------------- | ----- | ----- | ---------------- | ---------------- | --------------------- | --------------------- | ----- | ----- |
| General Díaz Paraguay     | 1.ª           | 2018          | 9     | 1     | 0                | 0                | —                     | —                     | 9     | 1     |
| General Díaz Paraguay     | 1.ª           | 2019          | 18    | 2     | 0                | 0                | —                     | —                     | 18    | 2     |
| General Díaz Paraguay     | 1.ª           | 2020          | 24    | 1     | 0                | 0                | —                     | —                     | 24    | 1     |
| General Díaz Paraguay     | Total club    | Total club    | 51    | 4     | 0                | 0                | 0                     | 0                     | 51    | 4     |
| Sportivo Luqueño Paraguay | 1.ª           | 2021          | 16    | 1     | 0                | 0                | —                     | —                     | 16    | 1     |
| Sportivo Luqueño Paraguay | Total club    | Total club    | 16    | 1     | 0                | 0                | 0                     | 0                     | 16    | 1     |
| Guanacasteca · Costa Rica | 1.ª           | 2022-23       | 13    | 1     | 0                | 0                | —                     | —                     | 13    | 1     |
| Guanacasteca · Costa Rica | Total club    | Total club    | 13    | 1     | 0                | 0                | 0                     | 0                     | 13    | 1     |
| Club Guaraní Paraguay     | 1.ª           | 2023          | 1     | 0     | 0                | 0                | —                     | —                     | 1     | 0     |
| Club Guaraní Paraguay     | Total club    | Total club    | 1     | 0     | 0                | 0                | 0                     | 0                     | 1     | 0     |
| Total carrera             | Total carrera | Total carrera | 81    | 6     | 0                | 0                | 0                     | 0                     | 81    | 6     |